# Pierre Jabouille

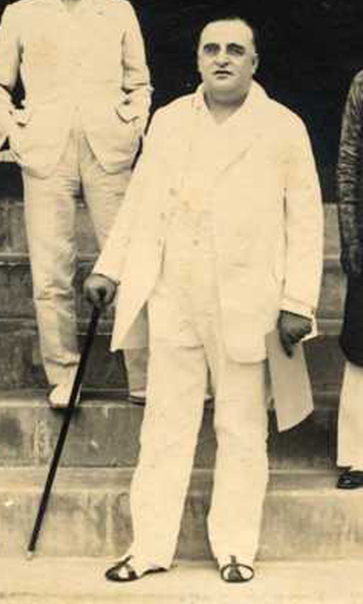
Pierre Jabouille

Pierre Charles Edmond Jabouille, meist Pierre Jabouille (* 25. November 1875 in Saintes, Département Charente-Maritime; † 15. Mai 1947 im 16. Arrondissement in Paris) war ein französischer Ornithologe, Kolonialverwalter in Indochina und seit 1935 Redaktionsmitglied der Fachzeitschrift L'Oiseau et la revue française d'ornithologie.

## Leben und Wirken
Er war Sohn des Richters und späteren Vorsitzender des Kabinetts der Präfektur im Département Calvados Louis Arthur Jabouille (1842–1887) und Emma Jenny geb. Lejeune (1855–1938).
Nach seinem Studium der Rechtswissenschaft und führte Pierre Jabouille zunächst die Unterpräfektur von Barcelonnette. Doch dieses Leben erfüllte ihn nicht und so wechselte er 1905 nach Indochina, wo er als Verwaltungsbeamte eine beachtliche Karriere startete. In verschiedenen Positionen lernte er das Land und seine Gebiete kennen. So lebte er in Lào Cai und Quảng Trị. Außerdem war er Bürgermeister von Hanoi, Direktor des Büros des Generalgouverneurs Martial Merlin, Inspektor für politische Angelegenheiten in Annam und Kommissar auf dem chinesischen Gebiet von Guangzhouwan. Sein diplomatisches Geschick führten schließlich dazu, dass er den Rang eines Gouverneurs erreichte.
Die meisten Expeditionen, die Jean Théodore Delacour in diesem Gebiet im Zeitraum zwischen 1923 und 1933 machte, begleitete Jabouille. Gelegentlich war auch ihr alter englischer Freund Willoughby Prescott Lowe (1872–1949) mit auf Forschungsreise. Seine Kenntnis über die lokale Fauna war für den Erfolg der Expeditionen von enormem Wert.
In Huế besaß Jabouille außerdem eine beachtliche Bibliothek, die sich nicht nur auf die Zoologie beschränkte, da ihn auch Kunst, Geschichte und Archäologie interessierte. Er war zusätzlich Hauptorganisator und Gönner des Hue-Museums. Seine meisten ornithologischen Bücher und Abhandlungen publizierte er gemeinsam mit Delacour.
Delacour kannte Jabouille Im Jahr 1923 nur vom Hörensagen bzw. durch Vogelbälge, die er dem Muséum national d’histoire naturelle zukommen ließ. Als Delacour von Merlin nach Ende 1923 nach Indochina eingeladen wird, kreuzen sich erstmals ihre Wege. Jabouille hatte den Auftrag bekommen ihn in Hanoi zu empfangen. Damals lebte er in Quảng Trị, eine Gegend die Delacour sehr reizte. Beide wurden sofort Freunde und so sammelten sie gemeinsam im Winter und Frühjahr 1924 oder studierten andere ornithologische Sammlungen. Nach achtjähriger Abwesenheit von Frankreich kehrte er 1924 nach Frankreich zurück um Urlaub in Clères zu machen. Doch schon im folgenden Jahr traf man sich wieder zum Sammeln in Indochina um weitere Regionen des Landes zu erkunden. Dieses Ritual zwischen Clères und Indochina führten sie bis 1933 fort, das Jahr in dem Jabouille in den Ruhestand verabschiedet wurde.
Jabouille nahm sich nach seiner Pension ein Zimmer im Château de Clères und studierte hier mit Delacour seine indochinesischen Vögelbälge weiter. In den 1940er Jahren forderte das tropische Kolonialleben seinen ersten gesundheitlichen Zoll. Im Jahr 1940 trennten sich die Wege der beiden Freunde und man traf sich erst nach dem Zweiten Weltkrieg in Clères wieder. Als sie sich erneut im Mai 1947 in Paris trafen, war Jabouille bereits vom nahenden Tode gezeichnet. So verstarb er rasch nach der Rückkehr Delacours nach Clères.

## Mitgliedschaften
Seit 1925 war er Mitglied British Ornithologists’ Union. Seit 11. September 1925 war er Mitglied der Siam Society.

## Erstbeschreibungen durch Pierre Jabouille
Jabouille und Delacour haben zahlreiche Arten und Unterarten, die neu für die Wissenschaft waren, beschrieben.

### Arten
Zu den Arten an deren Entdeckung er mitgewirkt hat gehören chronologisch u. a.:
- Gelbfuß-Buschwachtel (Arborophila merlini (Delacour & Jabouille, 1924))
- Kambodschabuschwachtel (Arborophila cambodiana Delacour & Jabouille, 1928)
- Kambodschaschattenschmätzer (Myiomela cambodiana (Delacour & Jabouille, 1928))
- Blasskehl-Zaunkönigstimalie (Spelaeornis kinneari Delacour & Jabouille, 1930)
- Gelbschnabelkleiber (Sitta solangiae Delacour & Jabouille, 1930)
- Vietnamzwergsäbler (Rimator pasquieri Delacour & Jabouille, 1930)
- Langbianalcippe (Schoeniparus klossi Delacour & Jabouille, 1931)

### Unterarten
Zu den Unterarten an deren Entdeckung er mitgewirkt hat gehören chronologisch u. a.:
- Braunhaubenbülbül (Alophoixus pallidus annamensis Delacour & Jabouille, 1924)
- Grünfuß-Buschwachtel (Arborophila chloropus cognacqi (Delacour & Jabouille, 1924))
- Indochina-Pfaufasan (Polyplectron bicalcaratum ghigii  Delacour & Jabouille, 1924)
- Jagdelster (Cissa chinensis klossi Delacour & Jabouille, 1924)
- Karmesinnektarvogel (Aethopyga siparaja mangini Delacour & Jabouille, 1924)
- Lätzchenhäherling (Garrulax monileger pasquieri Delacour & Jabouille, 1924)
- Rötelspecht (Micropternus brachyurus annamensis (Delacour & Jabouille, 1924))
- Spitzschwanz-Grüntaube (Treron apicauda lowei (Delacour & Jabouille, 1924))
- Strichelmeisentimalie (Mixornis gularis kinneari (Delacour & Jabouille, 1924))
- Sultansmeise (Sibia souliei griseinucha Delacour & Jabouille, 1925)
- Blauglanz-Nektarvogel (Leptocoma brasiliana emmae Delacour & Jabouille, 1928)
- Blaupitta (Pitta cyanea aurantiaca Delacour & Jabouille, 1928)
- Feuerbrust-Mistelfresser (Dicaeum ignipectus cambodianum Delacour & Jabouille, 1928)
- Goldbauchelster (Cissa hypoleuca concolor Delacour & Jabouille, 1928)
- Grünfuß-Buschwachtel (Arborophila chloropus olivacea (Delacour & Jabouille, 1928))
- Grünrückenerpornis (Erpornis zantholeuca canescens Delacour & Jabouille, 1928)
- Karmesinnektarvogel (Aethopyga siparaja insularis Delacour & Jabouille, 1928)
- Rostbauchbülbül (Alophoixus ochraceus cambodianus Delacour & Jabouille, 1928)
- Rotkehl-Buschwachtel (Arborophila rufogularis guttata Delacour & Jabouille, 1928)
- Silberfasan (Lophura nycthemera lewisi (Delacour & Jabouille, 1928))
- Silberfasan (Lophura nycthemera berliozi (Delacour & Jabouille, 1928))
- Spateldrongo (Dicrurus remifer lefoli (Delacour & Jabouille, 1928))
- Stutzschwanztimalie (Turdinus brevicaudatus griseigularis (Delacour & Jabouille, 1928))
- Blauschmätzer (Cinclidium frontale orientale (Delacour & Jabouille, 1930))
- Braunkopfalcippe (Fulvetta manipurensis tonkinensis Delacour & Jabouille, 1930)
- Braunrücken-Kurzflügel (Heteroxenicus stellatus fuscus Delacour & Jabouille, 1930)

## Dedikationsnamen
Delacour nannte 1927 die Gattung Jabouilleia nach ihm. Zusammen mit Norman Boyd Kinnear beschrieb Delacour 1928 eine Unterart des Bankivahuhn (Gallus gallus jabouillei). 1951 ehrte er ihn in einer weiteren Unterart des Gartenraupenfängers (Lalage polioptera jabouillei).

## Publikationen (Auswahl)
- mit Jean Théodore Delacour: Description of twelve ne species and subspecies from French Indo-China. In: Bulletin of the British Ornithologists’ Club. Band 45, Nr. 291, 1924, S. 28–38 (biodiversitylibrary.org).
- mit Jean Théodore Delacour: On a new Sultan-tit from Indo-China. In: Bulletin of the British Ornithologists’ Club. Band 46, Nr. 299, 1925, S. 5–6 (biodiversitylibrary.org).
- mit Jean Théodore Delacour: Recherches ornithologiques dans la province de Quangtri (Centre Annam) et quelques autres régions de l'Indochine française. In: Archives du Muséum national d'histoire naturelle. 1925, ISSN 0078-9739, S. 1–197.
- mit Jean Théodore Delacour: On the Birds of Quangtri, Central Annam; with Notes on others from other Parts of French Indo-China. In: The Ibis. Band 67, Nr. 1, 1925, S. 209–260, doi:10.1111/j.1474-919X.1925.tb02914.x.
- La Reproduction du Rheinardte ocellé. In: L’Oiseau, deuxième partie de la Revue d’Histoire naturelle appliquée. Band 7, 1926, S. 277–279 (books.google.de).
- mit Jean Théodore Delacour: Recherches ornithologiques dans les provinces du Tranninh, de Thua-Thien et de Kontoum et quelques autres régions de l'Indochine française. In: Archives du Muséum national d'histoire naturelle. 1927, ISSN 0078-9739, S. 1–216.
- mit Jean Théodore Delacour: New birds from Indo-China. In: Bulletin of the British Ornithologists’ Club. Band 47, Nr. 316, 1927, S. 151–170 (biodiversitylibrary.org).
- mit Jean Théodore Delacour: Les gallinacés et pigeons de l'Annam. In: Faune des colonies françaises. Band 1, Nr. 316, 1927, S. 369–462 (gallica.bnf.fr).
- La Reproduction en captivité de quelques oiseaux de l'Annam. In: L’Oiseau, deuxième partie de la Revue d’Histoire naturelle appliquée. Band 8, 1927, S. 285–287.
- mit Jean Théodore Delacour, Willoughby Prescott Lowe: Short Report on the Second Expedition to French Indo-China (1925–1926). In: The Ibis. Band 67, Nr. 1, 1927, S. 209–260, doi:10.1111/j.1474-919X.1927.tb05647.x.
- mit Jean Théodore Delacour: Twenty-one new Birds from Indo-China. In: Bulletin of the British Ornithologists’ Club. Band 48, Nr. 325, 1928, S. 125–136 (biodiversitylibrary.org).
- mit Jean Théodore Delacour, Willoughby Prescott Lowe: On the Birds collected during the Third Expedition to French Indo-China. In: The Ibis. Band 70, Nr. 1, 1928, S. 23–51, doi:10.1111/j.1474-919X.1928.tb08708.x.
- mit Jean Théodore Delacour, Willoughby Prescott Lowe: On the Birds collected during the Third Expedition to French Iitdo-China with Notes by P. JABOUILLME,cB.O.U., and W. P. LOWE M.B.O.U. In: The Ibis. Band 70, Nr. 2, 1928, S. 285–317, doi:10.1111/j.1474-919X.1928.tb08721.x.
- Note sur les Outardes de la région de Soai-Riêng (Cambodge). In: L’Oiseau, deuxième partie de la Revue d’Histoire naturelle appliquée. Band 10, 1929, S. 151–152.
- Le Phénix fabuleux de la Chine et de le Faisan ocellé d'Annam. In: L’Oiseau, deuxième partie de la Revue d’Histoire naturelle appliquée. Band 11, 1930, S. 220–232.
- mit Jean Théodore Delacour: Description de trente oiseaux de l'Indochine. In: L’Oiseau, deuxième partie de la Revue d’Histoire naturelle appliquée. Band 11, 1930, S. 393–408.
- mit Jean Théodore Delacour: Description d'un oiseau du Tonkin Xiphorhynchus superciliaris rothschildi. In: L’Oiseau, deuxième partie de la Revue d’Histoire naturelle appliquée. Band 11, 1930, S. 613.
- mit Jean Théodore Delacour: Oiseaux des Iles Paracels. Travaux du Service Océanographique des Pêches de l'Indochine, Saigon 1930.
- mit Jean Théodore Delacour: Les oiseaux de l'Indochine française. Band 1. Impr. du Cantal républicain, Aurillac 1931.
- mit Jean Théodore Delacour: Les oiseaux de l'Indochine française. Band 2. Impr. du Cantal républicain, Aurillac 1931.
- mit Jean Théodore Delacour: Les oiseaux de l'Indochine française. Band 3. Impr. du Cantal républicain, Aurillac 1931.
- mit Jean Théodore Delacour: Les oiseaux de l'Indochine française. Band 4. Impr. du Cantal républicain, Aurillac 1931.
- Les nids d'Hirondelles. In: L'Oiseau et la Revue française d'ornithologie (= Nouvelle Série). Band 1, 1931, S. 219–237 (gallica.bnf.fr).
- mit Jean Théodore Delacour: Review Bangs (O.) et van Tyne (J.) Birds of the Kelley-Roosevelts Expedition to French Indochina. In: L'Oiseau et la Revue française d'ornithologie (= Nouvelle Série). Band 1, 1931, S. 478–579 (gallica.bnf.fr).
- Une petite collection d'Oiseaux de la Basse-Cochichine. In: L'Oiseau et la Revue française d'ornithologie (= Nouvelle Série). Band 2, 1932, S. 621–622 (gallica.bnf.fr).
- Une collection d'oiseaux du Térritoire de Kouang-Tchéou Wan. In: L'Oiseau et la Revue française d'ornithologie (= Nouvelle Série). Band 5, 1935, S. 34–69 (gallica.bnf.fr).
- Une collection d'oiseaux du Térritoire de Kouang-Tchéou Wan. In: L'Oiseau et la Revue française d'ornithologie (= Nouvelle Série). Band 5, 1935, S. 236–237 (gallica.bnf.fr).
- Le Cygne de David en Sibérie. In: L'Oiseau et la Revue française d'ornithologie (= Nouvelle Série). Band 6, 1936, S. 152–155 (gallica.bnf.fr).
- mit Jean Théodore Delacour: Liste des oiseaux de l'Indochine française complétée et mise a jour. In: L'Oiseau et la Revue française d'ornithologie (= Nouvelle Série). Band 1, 1940, S. 89–220 (gallica.bnf.fr).